# シャイア・ラブーフ
シャイア・ラブーフ（Shia Saide LaBeouf, 1986年6月11日 - ）は、アメリカ合衆国の俳優、パフォーマンス・アーティスト、映画監督。

## 生い立ち
カリフォルニア州ロサンゼルスにて、フランス系の父親とユダヤ系の母親の間に生まれる。一人っ子である。両親はヒッピーで、シャイアが幼い頃に離婚している。

## キャリア
彼がキャリアをスタートさせたのは、スタンダップ・コメディアンとして地元のコーヒーショップに立ったことからであった。友人の芝居を見たことから演技に興味を持ち、様々なオーディションを受ける。2000年代初頭よりディズニー・チャンネルで司会を担当、同チャンネルのドラマ『おとぼけスティーブンス一家』では4年間主役を務めた。
2003年に『チャーリーズ・エンジェル フルスロットル』、2004年に『アイ,ロボット』など大作映画での脇役出演を経て、2005年の『コンスタンティン』では相棒役としてキアヌ・リーブスと共演した。2007年にはドリームワークス製作作品へと立て続けに出演、主演作『ディスタービア』は3週連続で全米興行収入1位を記録する。夏のブロックバスター映画の主役として抜擢された『トランスフォーマー』は大ヒット作となり、シリーズ三部作にわたって主演を務めた。2008年の『インディ・ジョーンズ/クリスタル・スカルの王国』では、インディアナ・ジョーンズの息子役を演じた。
2015年、シーアの曲「エラスティック・ハート」のミュージック・ビデオに出演した。
エレベーターに24時間乗り続ける様子をライブストリーミングするなど、パフォーマンス・アーティストとしても活動している。

## 私生活
2007年11月4日、シカゴのドラッグストアに不法侵入した疑いで逮捕された。ラブーフは逮捕された約5時間後に釈放。この件で11月28日に裁判が予定されていたが、12月になって取り下げられた。
2008年2月18日、カリフォルニアで路上喫煙しているところを警官に目撃され、違反切符を切られる。出廷を命じられた日に姿を見せなかったため逮捕状が出た。同年7月27日にロサンゼルスで自動車事故を起こし、酒気帯び運転で逮捕される。この時女優のイザベル・ルーカスが同乗していた。ラブーフはこの事故により左手の指を2本失い、現在は義指を装着している。
2009年8月より『ウォール・ストリート』で共演したキャリー・マリガンと交際していたが、2010年10月に破局。2011年初頭からスタイリストのキャロリン・フォーと交際していたが、2012年に別れている。その後『ニンフォマニアック』での共演を機にミア・ゴスと交際、2016年10月に結婚したが、2018年9月に離婚した。
2015年10月、酩酊行為の軽罪によりテキサス州で逮捕された。
2020年9月、6月に男性との口論に関与したとして、軽度の暴行と窃盗の疑いで起訴された。同年12月、『ハニーボーイ』の共演者でラブーフの元交際相手であるイギリスのシンガーソングライターのFKAツイッグスから、性的暴行、虐待、精神的虐待を行ったとして訴えられた。ラブーフは訴えに関して、自分の周囲の人々に対して「何年に渡って」「虐待」をしており、「恥ずかしい」「自分が傷つけた人に謝罪します」と回答した。その後、歌手のシーアからも、シャイアが当時交際相手が居たにもかかわらず、独身であると偽り、意図せず不貞関係を結ばされたと告発された。訴えを受け、Netflixは、『私というパズル』の賞レースでのキャンペーンからラブーフの名前を除外した。訴えを受ける前に降板した『ドント・ウォーリー・ダーリン』の監督のオリヴィア・ワイルドは、撮影現場での素行不良と、他のキャストやスタッフとの衝突が原因で、実際には降板ではなくワイルドからの解雇であったと明かした。

## 主な出演作品

### 映画
| 年   | 日本語題 原題                                                                                    | 役名                        | 備考           | 日本語吹替                                      |
| ---- | ------------------------------------------------------------------------------------------------ | --------------------------- | -------------- | ----------------------------------------------- |
| 1998 | アインシュタイン/ボクの犬は天才!? Breakfast with Einstein                                        | ジョーイ                    | テレビ映画     |                                                 |
| 2001 | 吠えるチビ犬ちゃん Hounded                                                                       | ロニー                      | テレビ映画     | 林勇                                            |
| 2002 | マイ・ブラザー・エディ Tru Confessions                                                           | エディ                      | テレビ映画     | 林勇                                            |
| 2003 | おとぼけスティーブンス一家 ザ・ムービー The Even Stevens Movie                                   | ルイス・スティーヴンス      | テレビ映画     | 林勇                                            |
| 2003 | The Battle of Shaker Heights                                                                     | ケリー                      | 日本未公開     |                                                 |
| 2003 | 新 Mr.ダマー ハリーとロイド、コンビ結成! Dumb & Dumberer: When Harry Met Lloyd                   | ルイス                      | 日本未公開     |                                                 |
| 2003 | 穴/HOLES Holes                                                                                   | スタンリー・イエルナッツ4世 | 日本未公開     | 林勇                                            |
| 2003 | チャーリーズ・エンジェル フルスロットル Charlie's Angels: Full Throttle                          | マックス                    |                | 鈴村健一（劇場公開版） 栗山浩一（テレビ朝日版） |
| 2004 | アイ,ロボット I, Robot                                                                           | ファーバー                  |                | 優希比呂（ソフト版） 宮下栄治（フジテレビ版）   |
| 2005 | コンスタンティン Constantine                                                                     | チャズ                      |                | 川田紳司（ソフト版） 浅沼晋太郎（テレビ朝日版） |
| 2005 | グレイテスト・ゲーム The Greatest Game Ever Played                                               | フランシス                  | 日本未公開     | 平川大輔                                        |
| 2005 | 風の谷のナウシカ Nausicaä of the Valley of the Wind                                              | アスベル                    | 英語吹き替え   | 松田洋治（原語版の声優）                        |
| 2006 | ボビー Bobby                                                                                     | クーパー                    |                | 林勇                                            |
| 2006 | シティ・オブ・ドッグス A Guide to Recognizing Your Saints                                        | 若き日のディート            | 日本未公開     | （吹き替え版なし）                              |
| 2007 | ディスタービア Disturbia                                                                         | ケール                      |                | 林勇                                            |
| 2007 | サーフズ・アップ Surf's Up                                                                       | コディ                      | 声の出演       | 小栗旬                                          |
| 2007 | トランスフォーマー Transformers                                                                  | サム・ウィトウィッキー      |                | 小松史法                                        |
| 2008 | インディ・ジョーンズ/クリスタル・スカルの王国 Indiana Jones and the Kingdom of the Crystal Skull | マット・ウィリアムズ        |                | 細谷佳正                                        |
| 2008 | イーグル・アイ Eagle Eye                                                                         | ジェリー・ショー            |                | 細谷佳正                                        |
| 2009 | ニューヨーク、アイラブユー New York, I Love You                                                  | ジェイコブ                  |                | （吹き替え版なし）                              |
| 2009 | トランスフォーマー/リベンジ Transformers: Revenge of the Fallen                                  | サム・ウィトウィッキー      |                | 小松史法                                        |
| 2010 | ウォール・ストリート Wall Street: Money Never Sleeps                                             | ジェイコブ・ムーア          |                | 平川大輔                                        |
| 2011 | トランスフォーマー/ダークサイド・ムーン Transformers: Dark of the Moon                           | サム・ウィトウィッキー      |                | 小松史法                                        |
| 2012 | 欲望のバージニア Lawless                                                                         | ジャック・ボンデュラント    |                | 小松史法                                        |
| 2012 | ランナウェイ/逃亡者 The Company You Keep                                                         | ベン・シェパード            |                | 川島得愛                                        |
| 2013 | バレット・オブ・ラヴ Charlie Countryman                                                          | チャーリー・カントリーマン  |                | 内田夕夜                                        |
| 2013 | ニンフォマニアック Nymphomaniac                                                                  | ジェローム・モリス          |                | （吹き替え版なし）                              |
| 2014 | フューリー Fury                                                                                  | ボイド・“バイブル”・スワン  |                | 小松史法                                        |
| 2015 | マン・ダウン 戦士の約束 Man Down                                                                 | ガブリエル・ドラマー        |                | 小松史法                                        |
| 2016 | アメリカン・ハニー American Honey                                                                | ジェイク                    | 日本劇場未公開 | 小松史法                                        |
| 2017 | ボルグ/マッケンロー 氷の男と炎の男 Borg McEnroe                                                  | ジョン・マッケンロー        |                | （吹き替え版なし）                              |
| 2019 | ザ・ピーナッツバター・ファルコン The Peanut Butter Falcon                                        | タイラー                    |                | 小松史法                                        |
| 2019 | ハニーボーイ Honey Boy                                                                           | ジェームズ・ロート          | 兼脚本         | （吹き替え版なし）                              |
| 2020 | L.A.スクワッド The Tax Collector                                                                 | クリーパー                  |                | 小松史法                                        |
| 2020 | 私というパズル Pieces of a Woman                                                                 | ショーン・カーソン          |                | （吹き替え版なし）                              |
| 2024 | メガロポリス Megalopolis                                                                         | クロディオ・パルチャー      |                |                                                 |

### テレビシリーズ
| 年        | 日本語題 原題                           | 役名                   | 備考                                           | 日本語吹替 |
| --------- | --------------------------------------- | ---------------------- | ---------------------------------------------- | ---------- |
| 1999      | X-ファイル The X-Files                  | リッチー               | 第7シーズン第6話「ゴールドバーグ」             |            |
| 2000      | フリークス学園 Freaks and Geeks         | Herbert the mascot     | 第1シーズン第9話「We've Got Spirit」           |            |
| 2000      | ER緊急救命室 ER                         | ダーネル・スミス       | 第6シーズン第12話「医学生アビー」              | 冨永みーな |
| 2000-2003 | おとぼけスティーブンス一家 Even Stevens | ルイス・スティーヴンス | 計66話出演                                     | 林勇       |
| 2001      | ナイトメア・ルーム The Nightmare Room   | ディラン・ピアース     | 第1シーズン第2話「Scareful What You Wish For」 | 林勇       |

### テレビゲーム
| 年   | 日本語題 原題                                     | 役名                   | 備考     |
| ---- | ------------------------------------------------- | ---------------------- | -------- |
| 2007 | トランスフォーマー THE GAME Transformers The Game | サム・ウィトウィッキー | 声の出演 |
| 2009 | Transformers: Revenge of the Fallen               | サム・ウィトウィッキー | 声の出演 |

## 日本語吹き替え
主に担当しているのは、以下の二人である。
小松史法
『トランスフォーマー』で初担当。ラブーフ演ずる同シリーズの主人公・サム・ウィトウィッキーの吹き替えを務めて以降、大半の作品で担当し、ラブーフの専属（フィックス）として定着している。
林勇
ドラマ『おとぼけスティーブンス一家』など主にデビュー初期の作品を担当した。小松の次に多く吹き替えている。
この他にも、細谷佳正、平川大輔、川島得愛、鈴村健一、川田紳司、内田夕夜なども声を当てている。